# Ale község
Ale község (svédül: Ale kommun) Svédország 290 községének egyike. A jelenlegi község 1971-ben jött létre Nödinge, Skepplanda és Stärkarr egyesülésével.

## Települései
A községben 5 település található. A települések és népességük:
| Település   | Népesség | Megjegyzés         |
| ----------- | -------- | ------------------ |
| Nödinge-Nol | 8 800    | a község székhelye |
| Surte       |          |                    |
| Älvängen    |          |                    |
| Skepplanda  |          |                    |
| Alvhem      |          |                    |

## Külső hivatkozások
- Hivatalos honlap